# 北脇永治
北脇 永治（きたわき えいじ、1878年10月1日 - 1950年1月23日）は、鳥取県（当時は島根県）高草郡三谷村（後の気高郡松保村大字桂見、現在の鳥取市桂見）出身の梨農家。鳥取での二十世紀梨の栽培・普及に尽力した篤農家である。

## 経歴
1904年（明治37年）、松戸覚之助から二十世紀梨の苗木を10本購入し、鳥取県に二十世紀梨をはじめて導入した。
二十世紀梨は換金作物としての魅力が高く、国内各地で生産され始めていた。北脇は「これを鳥取県に普及させて、農家の貧しさを救おう」との志を持ち、新聞広告等を通じて熱心に苗木の配布を行った。この熱い想いが、のちの「鳥取といえば二十世紀梨」の隆盛につながっていく。
当時、二十世紀梨は上品な香りと爽やかな酸味が受けて日本各地で栽培されていたが、黒斑病の大流行で栽培を断念する農家が続出。当時、ナシ栽培の先進県であった愛媛県、愛知県、新潟県など日本各地の梨産地が次々に脱落していく中、北脇はじめ地元の懸命な努力により、鳥取県は二十世紀梨の生産地として生き残った。それでも1923年（大正12年）から3年連続で起こった大暴風や大旱魃などの災害に加え、黒斑病が猛威を振るい、全県下でほとんど収穫できない状態になってしまう。
この梨存亡の危機に彼は敢然と立ち向かい、持ち前の行動力で地元の農家をはじめ、国や県をも動かす。黒斑病に関する試験地として農林省の認定を受けるとともに、植物病理学者の卜蔵梅之亟を鳥取県に招いて黒斑病対策の指導を受け、県内各地に黒斑病を防ぐための防除組合を立ち上げる。これら組合をまとめて「鳥取県二十世紀梨黒斑病防除組合連合会」を設立し、県内一斉の薬剤散布を実施した。鳥取県立農事試験場には「病理部」が設立され、農林省の委託を受けて防除試験が開始される。県内の宇倍野村（現在の鳥取市）と東郷村（現在の東伯郡湯梨浜町）に試験地を設けて農薬や栽培方法などが試験され、研究が深められていった。
この国・県・農業者が一丸となっての総力戦の結果、数年後に黒斑病は激減。病気撲滅まではいかなかったものの、安定した栽培・収穫が得られるようになる。鳥取県へ二十世紀梨が完全に根付いた瞬間であった。
さらに彼は「鳥取県梨共同販売所」を立ち上げて初代所長に就任するとともに、全国に指定店を設け、専売方法によりブランド化を確立。販売網の整備・販路拡大や梨専用の肥料開発など、二十世紀梨の品質向上や知名度アップにも力を注ぐ。その視線は海外にも向けられており、1930年（昭和5年）には国外の市場調査を行う。その結果、満州国に指定店が設置され、二十世紀梨の輸出が始まった。翌年には釜山、上海などにも販売網が広げられ、1939年（昭和14年）にはタイ王国・シンガポールまで輸出が始まっている。
彼が導入した二十世紀梨の苗木のうち、3本は現存しており、今は「とっとり出会いの森」公園として整備されている。

## エピソード
ラジオに出演したとき、以下のような言葉を残している。
「私は果樹園の創設以来、自ら鋏と鍬を手にして、ここに35年の年月を重ねました。その間を回顧しますと、幾多の曲折を歩み、つらい苦しさをなめてきました。しかしこれらの困難は、一つとして貴い体験でないものはありません。二十世紀梨の今日があるのも、私の今日の喜びも、全くそのおかげです。ことに二十世紀梨の病害を一斉防除により防ぎ、栽培の安定を得て、全国的にその範を示し、栽培をやめた産地が再び栽培を始めていかれるようになったことは、この上ない喜びです。私は果樹栽培を天職と定め、一身を賭しています。今後ますます二十世紀梨の栽培および発展に努力して、微力を国家に捧げる覚悟です」（現代語訳）

## 公職歴ほか
- 1907年（明治40年）10月 - 気高郡会議員
- 1915年（大正4年）9月 - 鳥取県会議員
- 1916年（大正5年） - 鳥取県参事会員
- 1919年（大正8年） - 因幡漁業株式会社社長
- 1920年（大正9年） - 東洋農具株式会社専務取締役
- 1925年（大正14年）4月 - 気高郡農会副会長、鳥取県梨共同販売所長
- 1926年（大正15年）4月 - 鳥取県二十世紀梨黒斑防止組合総合会長
- 1927年（昭和2年）5月 - 気高郡農会評議員
- 1937年（昭和12年） - 松保村長

（参考文献：、、）